# Sam Masters
Sam Masters, właśc. Samuel Peter Masters (ur. 23 maja 1991 w Newcastle) – australijski żużlowiec.

## Życiorys
W latach 2010-2012 zadebiutował w lidze Polskiej w barwach Ekstraligi żużlowej – Stali Gorzów Wielkopolski, jednak w żadnym meczu nie wystąpił. W 2015 roku dołączył do klubu KMŻ Lublin w którym też niestety nie mógł pokazać swoich umiejętności,pierwszy pełny sezon odjechał w 2017 roku w barwach TŻ Ostrovia w której był zdecydowanym liderem Ostrowskiej drużyny, w 2018 roku wrócił do Lublina jednak z powodu kontuzji na początku sezonu odjechał bardzo słaby sezon po którym wrócił do Ostrovii w której startuje w 2019 roku.

## Przynależność klubowa
Wielka Brytania
- Somerset Rebels (2010–2012)
- King’s Lynn Stars (2011)
- Poole Pirates (2012)
- Edinburgh Monarchs (2014–2017)
- Leicester Lions (2015)
- Wolverhampton Wolves (2016–2023)
- Edinburgh Monarchs (2019–2022)
- Oxford Cheetahs (2023–)

Polska
- Stal Gorzów Wielkopolski (2010–2012)
- KMŻ Lublin (2015)
- Speedway Wanda Kraków (2016)
- TŻ Ostrovia (2017)
- Speedway Lublin (2018)
- TŻ Ostrovia (2019)
- TS Kolejarz Opole (2020)
- RzTŻ Rzeszów (2021)
- RKS Kolejarz Rawicz (2022)
- GTM Start Gniezno (2023–)

## Starty w Grand Prix (Indywidualnych Mistrzostwach Świata na Żużlu)

### Punkty w poszczególnych zawodachGrand Prix
| Sezon 2015           |                        |                     |                                |                                |                                |                                 |                                 |                       |                       |                          |                          |         |         |         |         |         |         |         |         |         |         |        |        |        |        |        |        |        |        |        |        |        |
| GP Polski – Warszawa | GP Finlandii – Tampere | GP Czech – Praga    | GP Wielkiej Brytanii – Cardiff | GP Łotwy – Dyneburg            | GP Szwecji – Målilla           | GP Danii – Horsens              | GP Polski – Gorzów Wielkopolski | GP Słowenii – Krško   | GP Sztokholmu – Solna | GP Polski – Toruń        | GP Australii – Melbourne | miejsce | miejsce | miejsce | miejsce | miejsce | miejsce | miejsce | miejsce | miejsce | miejsce | punkty | punkty | punkty | punkty | punkty | punkty | punkty | punkty | punkty | punkty |        |
| –                    | –                      | –                   | –                              | –                              | –                              | –                               | –                               | –                     | –                     | –                        | 5                        | 22      | 22      | 22      | 22      | 22      | 22      | 22      | 22      | 22      | 22      | 5      | 5      | 5      | 5      | 5      | 5      | 5      | 5      | 5      | 5      |        |
| Sezon 2016           |                        |                     |                                |                                |                                |                                 |                                 |                       |                       |                          |                          |         |         |         |         |         |         |         |         |         |         |        |        |        |        |        |        |        |        |        |        |        |
| GP Słowenii – Krško  | GP Polski – Warszawa   | GP Danii – Horsens  | GP Czech – Praga               | GP Wielkiej Brytanii – Cardiff | GP Szwecji – Målilla           | GP Polski – Gorzów Wielkopolski | GP Niemiec – Teterow            | GP Sztokholmu – Solna | GP Polski – Toruń     | GP Australii – Melbourne | miejsce                  | miejsce | miejsce | miejsce | miejsce | miejsce | miejsce | miejsce | miejsce | miejsce | miejsce | punkty | punkty | punkty | punkty | punkty | punkty | punkty | punkty | punkty | punkty | punkty |
| –                    | –                      | –                   | –                              | –                              | –                              | –                               | –                               | –                     | –                     | 2                        | 26                       | 26      | 26      | 26      | 26      | 26      | 26      | 26      | 26      | 26      | 26      | 2      | 2      | 2      | 2      | 2      | 2      | 2      | 2      | 2      | 2      | 2      |
| Sezon 2017           |                        |                     |                                |                                |                                |                                 |                                 |                       |                       |                          |                          |         |         |         |         |         |         |         |         |         |         |        |        |        |        |        |        |        |        |        |        |        |
| GP Słowenii – Krško  | GP Polski – Warszawa   | GP Łotwy – Dyneburg | GP Czech – Praga               | GP Danii – Horsens             | GP Wielkiej Brytanii – Cardiff | GP Szwecji – Målilla            | GP Polski – Gorzów Wielkopolski | GP Niemiec – Teterow  | GP Sztokholmu – Solna | GP Polski – Toruń        | GP Australii – Melbourne | miejsce | miejsce | miejsce | miejsce | miejsce | miejsce | miejsce | miejsce | miejsce | miejsce | punkty | punkty | punkty | punkty | punkty | punkty | punkty | punkty | punkty | punkty |        |
| –                    | –                      | –                   | –                              | –                              | –                              | –                               | –                               | –                     | –                     | –                        | 2                        | 32      | 32      | 32      | 32      | 32      | 32      | 32      | 32      | 32      | 32      | 2      | 2      | 2      | 2      | 2      | 2      | 2      | 2      | 2      | 2      |        |

| Statystyki        | Statystyki |
| ----------------- | ---------- |
| Starty            | 3          |
| Zwycięstwa        | 0          |
| Miejsca na podium | 0          |
| Finalista         | 0          |
| Punkty            | 9          |

## Mistrzostwa Polski

### Drużynowe Mistrzostwa Polski
Legenda:      awans      spadek
| Sezon | Liga    | Klub                                         | Miejsce | Mecze | Biegi | Punkty | Bonusy | Razem | Śr. bieg.   | Zwycięzca ligi           | Mistrz Polski            |
| ----- | ------- | -------------------------------------------- | ------- | ----- | ----- | ------ | ------ | ----- | ----------- | ------------------------ | ------------------------ |
| 2015  | II Liga | KMŻ Motor Lublin                             | 3.      | 3     | 15    | 28     | 2      | 30    | 2,000 (nsk) | Wybrzeże Gdańsk          | Fogo Unia Leszno         |
| 2016  | I Liga  | Speedway Wanda Instal Kraków                 | 7.      | 6     | 31    | 57     | 2      | 59    | 1,903 (nsk) | SK Lokomotīve Dyneburg   | Stal Gorzów Wielkopolski |
| 2017  | II Liga | TŻ Ostrovia Ostrów Wielkopolski              | 3.      | 7     | 34    | 79     | 3      | 82    | 2,412 (2.)  | GTM Start Gniezno        | Fogo Unia Leszno         |
| 2018  | I Liga  | Speed Car Motor Lublin                       | 1.      | 11    | 46    | 57     | 6      | 63    | 1,370 (41.) | –                        | Fogo Unia Leszno         |
| 2019  | I Liga  | Arged Malesa TŻ Ostrovia Ostrów Wielkopolski | 2.      | 13    | 65    | 93     | 11     | 104   | 1,600 (26.) | PGG ROW Rybnik           | Fogo Unia Leszno         |
| 2020  | II Liga | OK Bedmet Kolejarz Opole                     | 2.      | 9     | 44    | 92     | 9      | 101   | 2,295 (7.)  | Wilki Krosno             | Fogo Unia Leszno         |
| 2021  | II Liga | 7R Stolaro Stal Rzeszów                      | 5.      | 9     | 43    | 90     | 9      | 99    | 2,302 (3.)  | Trans MF Landshut Devils | Betard Sparta Wrocław    |
| 2022  | II Liga | Metalika Recykling Kolejarz Rawicz           | 3.      | 11    | 46    | 88     | 7      | 95    | 2,065 (6.)  | SpecHouse PSŻ Poznań     | Motor Lublin             |
| 2023  | II Liga | Ultrapur Start Gniezno                       | 2.      | 16    | 82    | 157    | 12     | 169   | 2,061 (9.)  | Texom Stal Rzeszów       | Platinum Motor Lublin    |
| 2024  | II Liga | Ultrapur Start Gniezno                       | 2.      | 14    | 67    | 148    | 5      | 153   | 2,284 (2.)  | Unia Tarnów              | Orlen Oil Motor Lublin   |

Podsumowanie:
| Sezony | Mecze | Biegi | Pkt | Bonusy | Razem | Średnia/bg | Średnia/mc |
| ------ | ----- | ----- | --- | ------ | ----- | ---------- | ---------- |
| 10     | 99    | 473   | 889 | 66     | 955   | 2,019      | 9,646      |